# Platycnemis phyllopoda
Platycnemis phyllopoda – gatunek ważki z rodziny pióronogowatych (Platycnemididae). Występuje w Chinach, na Półwyspie Koreańskim oraz w Kraju Nadmorskim w Rosji.